# Chatel-Chéhéry
Chatel-Chéhéry település Franciaországban, Ardennes megyében. Lakosainak száma 129 fő (2022. január 1.). Chatel-Chéhéry Apremont, Cornay, Exermont, Fléville, Lançon és Binarville községekkel határos.

## Népesség
A település népességének változása:
| Lakosok száma | 279  | 183  | 193  | 158  | 153  | 152  | 146  | 140  | 138  | 129  |
|               | 1968 | 1982 | 1990 | 2006 | 2013 | 2015 | 2017 | 2019 | 2020 | 2022 |